# 大連，我永遠的愛
《大連，我永遠的愛》，是上世紀九十年代末，薄熙來執政大連市期間創作的一首歌曲。這首歌是爲了迎接大連市建市一百周年，政府向民間廣泛收錄的幾百首歌曲中的獲獎歌曲之一。此曲旨在歌頌大連自然風光秀麗，大連人對自己的身份認同及以身爲大連人驕傲。

## MV取景地
- 勞動公園
- 中山廣場
- 人民廣場
- 大連廣播電視塔
- 星海廣場
- 海之韻公園
- 希望廣場
- 天津街
- 中山公園
- 青泥窪橋
- 友好廣場
- 大连造船厂
- 傅家莊
- 老虎灘海洋公園
- 濱海路風景區

## 外部鏈接
大連，我永遠的愛 （页面存档备份，存于）
大連，我永遠的愛 簡譜歌詞